# 和田川 (富士市)
和田川（わだがわ）は、静岡県富士市を流れる富士川水系沼川支流の一級河川。別名に生贄川がある。

## 地理
和田川は富士市浅間本町付近を水源とし、途中石坂川と合流して田子の浦港に流入する一級河川である。
かつては富士市伝法字三日市2995番の1地先の湧水池（富知六所浅間神社）を水源としていたが、現在は枯渇している。

## 生贄川・牲川
和田川の別名に「牲川（生贄川）」がある。天明3年（1783年）成立『駿河国志』には以下のようにある。
このように、吉原川（和田川の旧名）の下流は牲川と呼ばれていた。
また文政3年（1820年）成立『駿河記』の和田川の項には「この川に合し、砂山の辺にて牲川と呼ぶ」とあり、他の地誌と同様に和田川の下流地点の別名が牲川であったとする。
天保14年（1843年）成立『駿国雑志』は牲川の辺りの砂山の西に天の香久山砦跡があったとし、また「牲淵は吉原砂山の西の方也」とあるように、天の香久山砦跡が所在する砂山の西は「牲淵」と呼称されていた。この牲淵は「三股淵」のことであり、和田川は三股淵を構成する河川の1つであった。
このように、地誌等に多く記述が確認される。

## 支流
- 沼川